# Берроуз, Джон
Джон Берроуз (англ. John Burroughs; 3 апреля 1837, Роксбери, Нью-Йорк — 29 марта 1921, Кингсвилл, Огайо) — американский писатель, художник, натуралист и философ.

## Биография
Джон Берроуз известен как один из крупнейших американских натуралистов. Он вырос на ферме в Катскильских горах. Во время Гражданской войны в США служил писцом в Вашингтоне. Там он начал писать свои эссе по естествознанию. 

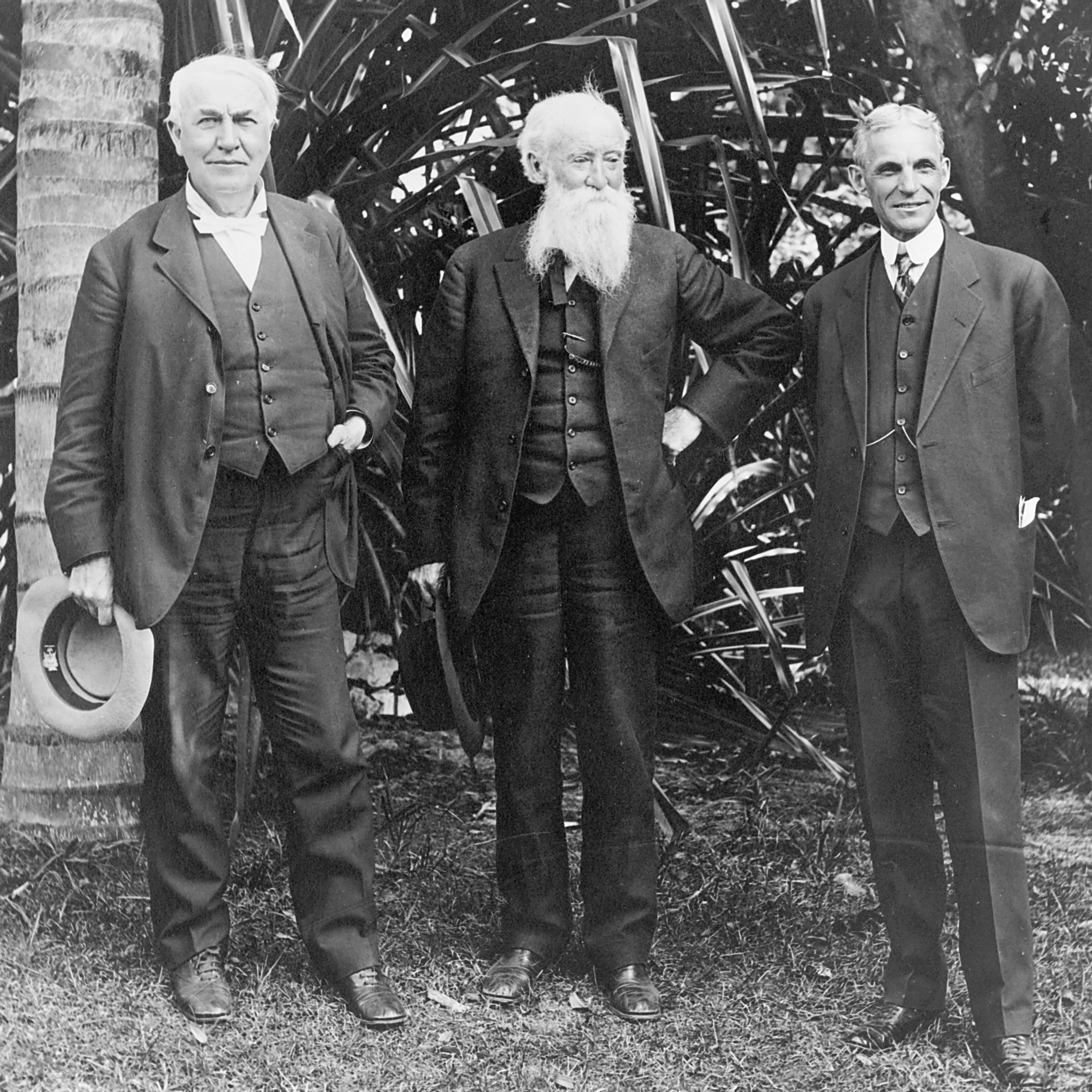
Слева направо: Томас Эдисон, Берроуз, Генри Форд

С 1873 года Берроуз — фермер в долине Гудзона, где выращивает фрукты. Здесь, на ферме, он создаёт новые книги и эссе, посвящённые природе края «река Гудзон». В 1895 Берроуз вместе с сыном строит в лесу блокгауз, где затем встречается с известными представителями интеллигенции, капитала и политики. В 1911 году он строит Вудчак Лодж, свою летнюю резиденцию, где пишет новые бестселлеры о природе. Только при жизни натурфилософа было распродано 1,5 миллиона экземпляров его сочинений.
В настоящее время Вудчак Лодж принадлежит Ассоциации Джона Берроуза и открыта для посещений всем друзьям природы. Правление Ассоциации находится при Американском музее естественной истории в Нью-Йорке. Ежегодно Ассоциация присуждает медаль Джона Берроуза за лучшее произведение по естествознанию и охране природы.